# Köniz
Köniz (berndeutsch Chünitz [χʏnɪt͡s]) ist eine Einwohnergemeinde im Schweizer Kanton Bern. Sie liegt im Verwaltungskreis Bern-Mittelland.
Köniz liegt südwestlich der Stadt Bern und ist mit 42'958 Einwohnerinnen und Einwohnern (31. Dezember 2023), darunter 21,1 % Ausländerinnen und Ausländer, die viertgrösste Gemeinde im Kanton Bern und die dreizehntgrösste der gesamten Schweiz. Das Gemeindegebiet hat eine Fläche von 51,73 km². Die Gemeinde gilt als die grösste Agglomerationsgemeinde der Schweiz. Trotz der hohen Einwohnerzahl hat die Gemeinde teilweise noch dörflichen Charakter, da sich die Einwohner auf viele einzelne Dörfer verteilen.

## Geschichte
Das heutige Gemeindegebiet ist Altsiedelland; es gibt verschiedene bronze- und eisenzeitliche Fundstellen, römische Gutshöfe (villae rusticae) und frühmittelalterliche Gräberfelder.
Erstmals erwähnt wurde Köniz im Jahre 1011 als in villa Chunicis «Hof des Cuno oder Cunizo». Die heutige reformierte Pfarrkirche (ehemals Sankt Peter und Paul) geht in ihren ältesten aufrecht stehenden Teilen in die Zeit um 1100 zurück. Vorgängerbauten sind zu vermuten, archäologische Ausgrabungen fehlen bislang.
Der Sage nach soll die Kirche auf eine Stiftung des burgundischen Königs Rudolf II. und seiner Gattin Bertha zurückgehen [Datum der Vermählung] 922-937 [Tod Rudolfs]. Die Pfarrei umfasste nicht nur das heutige Gemeindegebiet, sondern auch die rund 5 km entfernte Gegend der späteren Stadt Bern. 1191 wurde sie somit Pfarrkirche der neu gegründeten Stadt, bis diese 1276 zu einer eigenen Pfarrei erhoben wurde.
Seit von Quellen nicht belegter Zeit, wohl um die Mitte des 12. Jhs., bestand an der Kirche ein Stift der Augustiner-Chorherren, welches 1226 von König Heinrich VII., dem Sohn und Stellvertreter des römisch-deutschen Kaisers Friedrich II., dem Deutschen Orden übergeben wurde. Der Orden errichtete an der Pfarrkirche eine Kommende, die zur Ballei Schwaben-Elsass-Burgund gehörte, sowie eine Niederlassung in Bern. Einer der Ordensbrüder amtete als Pfarrer. Mit der Entstehung der Pfarrei Bern wurde die dortige Niederlassung zur eigenständigen Kommende erhoben, deren Vorsteher der jeweilige Berner Stadtpfarrer war.
Die Kommende Köniz wurde 1528 anlässlich der bernischen Reformation säkularisiert, jedoch 1552 dem Orden auf Druck der katholischen Kantone wieder zurückgegeben. 1729 verkaufte der Orden die Kommende an Bern. Es wurde eine Landvogtei eingerichtet, die bis zum Untergang des Alten Bern 1798 bestand. Die Einwohnergemeinde Köniz in der heutigen Form entstand 1846 und entspricht dem Gebiet der ehemaligen Kirchengemeinde.
1920 wurde die Einwohner-Gemeindeversammlung durch ein Gemeindeparlament, den Grossen Gemeinderat, abgelöst. Zu Beginn umfasste dieser 30 Sitze, seit 1934 sind es 40. Auch auf 1934 wurde ein vollamtliches Gemeindepräsidium eingeführt und die Anzahl Sitze im Gemeinderat (Regierung) von 13 auf 11 reduziert. Der schon auf 7 Sitze reduzierte Gemeinderat wurde 2010 auf die heutigen 5 vollamtlichen Mitglieder reduziert.
1965 wurde Blatten zur Partnergemeinde von Köniz.
Bei der Gemeindeabstimmung vom 18./19. Mai 1968 haben die Stimmberechtigten die umstrittene Vorlage zur Errichtung einer Kehrichtdeponie im Gummersloch mit 2046 Ja gegen 1888 Nein angenommen.
2012 erhielt Köniz den Wakkerpreis des Schweizerischen Heimatschutzes (SHS) zugesprochen.

## Politik

### Exekutive
Die Exekutive ist ein fünfköpfiger Gemeinderat, der seit dem 1. November 2022 von Tanja Bauer (SP) präsidiert wird. Sie folgte auf Annemarie Berlinger-Staub (SP), welche dieses Amt als erste Frau innehatte. Seit 2018 sind Christian Burren (SVP), Hans-Peter Kohler (FDP), Hansueli Pestalozzi (Grüne) und seit dem 1. Januar 2025 Thomas Marti (GLP) im Gemeinderat vertreten.

### Legislative
Legislative ist das 40-köpfige Gemeindeparlament, dessen Sitze sich wie folgt verteilen.
- Grüne: 8
- SP: 10
- EVP: 2
- GLP: 6
- Mitte: 2
- FDP: 6
- SVP: 6

| Partei         | 1961 | 1965 | 1969 | 1974 | 1977 | 1981 | 1985 | 1989 | 1993 | 1997 | 2001 | 2005 | 2009 | 2013 | 2017 | 2021 |
| -------------- | ---- | ---- | ---- | ---- | ---- | ---- | ---- | ---- | ---- | ---- | ---- | ---- | ---- | ---- | ---- | ---- |
| SP             | 12   | 12   | 10   | 10   | 10   | 11   | 9    | 10   | 10   | 12   | 12   | 12   | 10   | 10   | 10   | 10   |
| Grüne 1        | –    | –    | –    | –    | 1    | 2    | 2    | 3    | 2    | 2    | 3    | 5    | 5    | 5    | 6    | 8    |
| glp            | –    | –    | –    | –    | –    | –    | –    | –    | –    | –    | –    | –    | 1    | 3    | 4    | 6    |
| FDP (inkl. JF) | 12   | 11   | 11   | 9    | 10   | 9    | 8    | 8    | 8    | 9    | 9    | 9    | 7    | 5    | 6    | 6    |
| SVP            | 11   | 12   | 11   | 10   | 10   | 10   | 8    | 9    | 9    | 8    | 9    | 8    | 8    | 9    | 8    | 6    |
| EVP            | 2    | 2    | 2    | 2    | 2    | 2    | 2    | 3    | 3    | 3    | 3    | 3    | 3    | 2    | 3    | 2    |
| Mitte 2        | 2    | 2    | 2    | 3    | 3    | 3    | 3    | 3    | 2    | 2    | 2    | 2    | 6    | 6    | 3    | 2    |
| Rechte 3       | –    | –    | –    | 3    | 2    | 2    | 5    | 3    | 5    | 3    | 2    | 1    | –    | –    | –    | –    |
| LdU            | 1    | 1    | 4    | 3    | 2    | 1    | 2    | 2    | 1    | 1    | –    | –    | –    | –    | –    | –    |

### Nationale Wahlen
Bei den Nationalratswahlen 2023 betrugen die Wähleranteile in Köniz (in Klammern die Veränderung im Vergleich zu den Wahlen 2019 in Prozentpunkten): SP 27,31 % (+5,58), SVP 17,91 % (−0,35), Grüne 15,35 % (−2,91), glp 13,99 % (+0,91), Mitte 8,45 % (−0,52), FDP 8,08 % (−1,61), EVP 4,20 % (−0,33), EDU 1,70 % (+0,77), Weitere 3,00 % (−1,52).

## Dörfer der Gemeinde

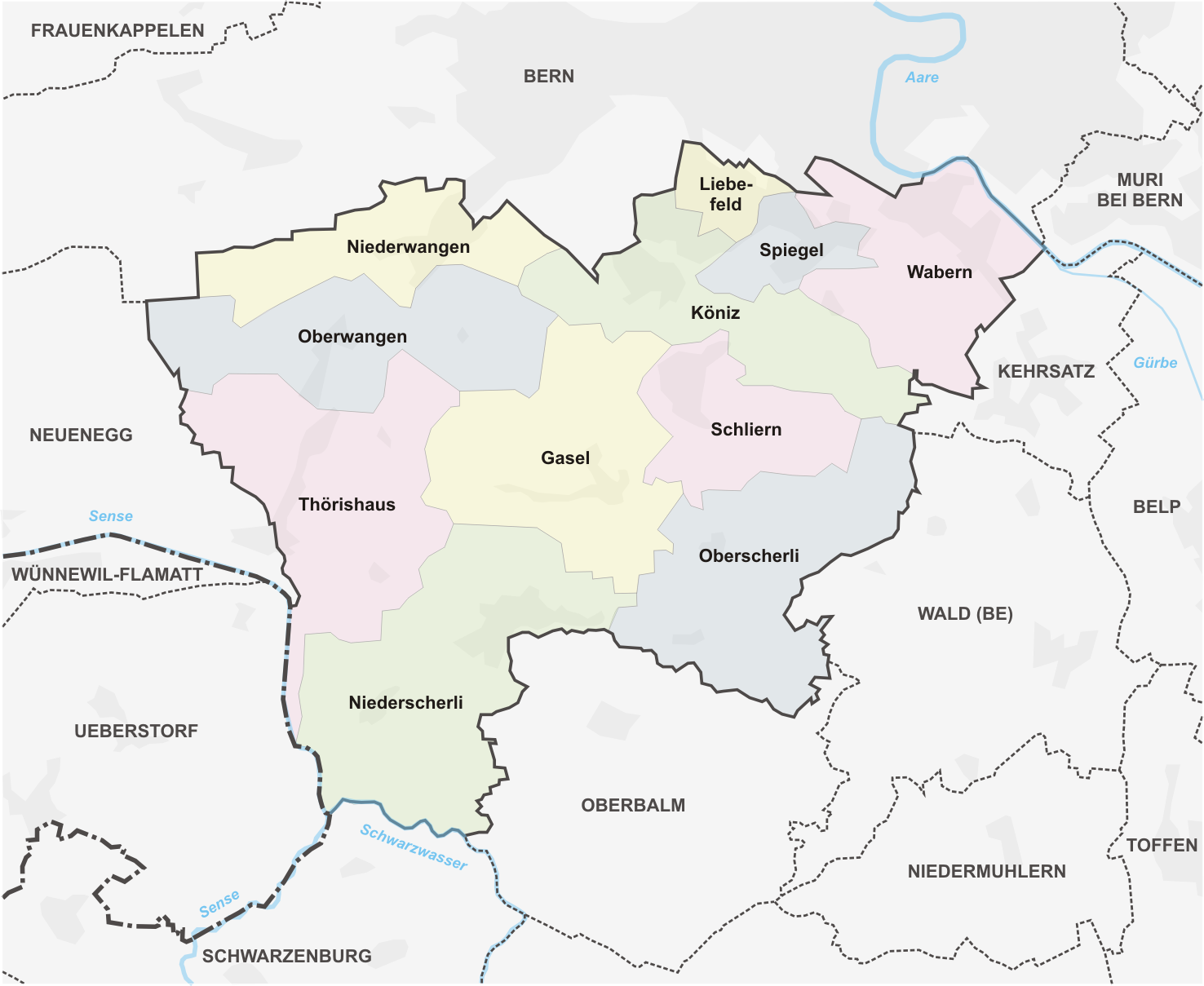
Könizer Quartiere

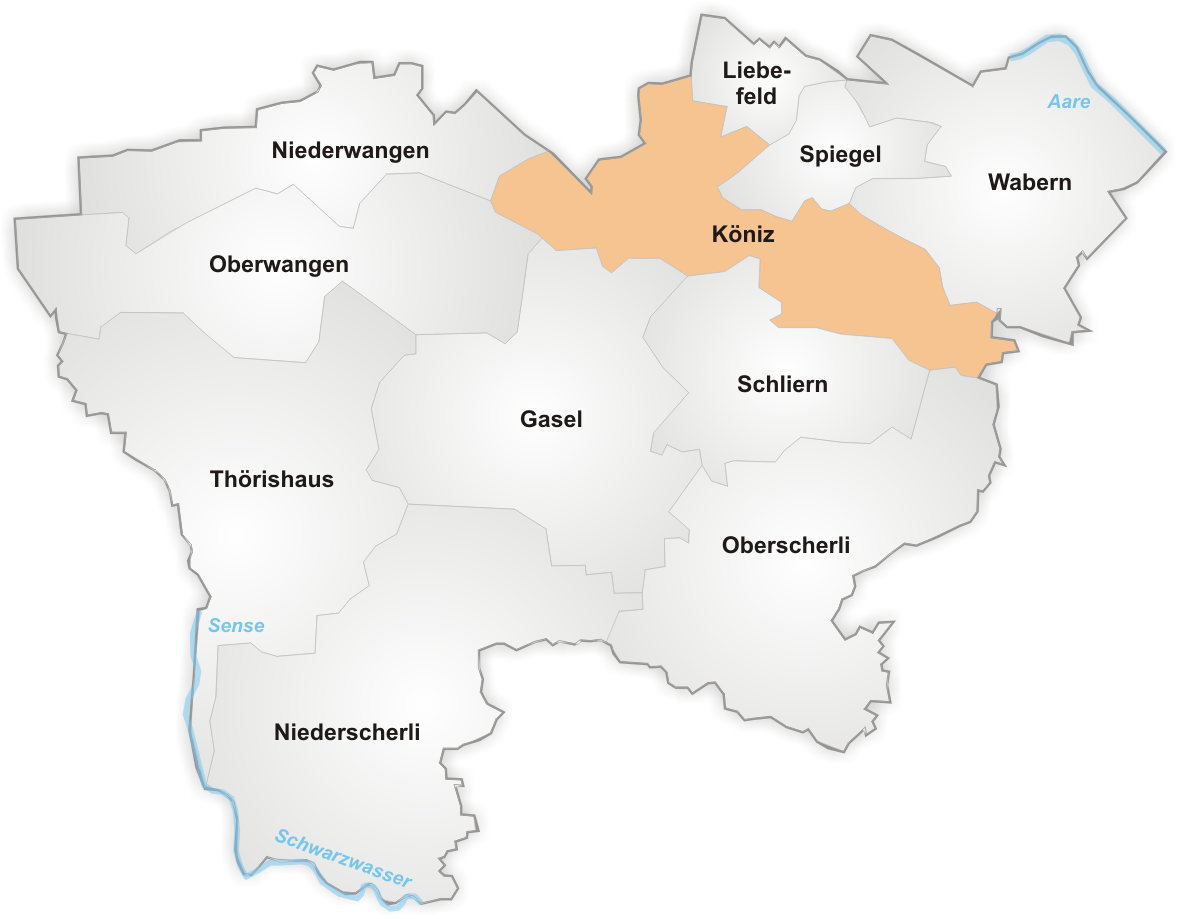
Quartier Köniz

Luftbild von Walter Mittelholzer (1922)

Die Gemeinde Köniz besteht aus zahlreichen Ortschaften:
| Ortschaft     | Einwohner | BFS-Code |
| ------------- | --------- | -------- |
| Wabern        | 8'025     | 355001   |
| Köniz         | 7'085     | 355004   |
| Liebefeld     | 6'265     | 355003   |
| Spiegel       | 4'516     | 355002   |
| Schliern      | 4'524     | 355006   |
| Niederscherli | 2'145     | 355011   |
| Niederwangen  | 1'868     | 355005   |
| Oberwangen    | 1'354     | 355008   |
| Ried          | 1'722     | ?        |
| Thörishaus    | 1'133     | 355010   |
| Schwanden     | 1'147     | ?        |
| Mittelhäusern | 956       | ?        |
| Gasel         | 762       | 355007   |
| Oberscherli   | 461       | 355009   |
| Hahlen        | 314       | ?        |
| Liebewil      | 122       | ?        |
| Mengestorf    | 107       | ?        |
| Ulmiz         | 109       | ?        |
| Schlatt       | 107       | ?        |
| Moos          | 85        | ?        |
| Oberried      | 79        | ?        |
| Herzwil       | 59        | ?        |
| Total         | 42'816    |          |

Achtung: Da die BFS-Codes das Gemeindegebiet vollständig abdecken, müssen die Ortschaften ohne Code in einem der elf Gebiete von Ortschaften inbegriffen sein, die einen solchen zugeteilt erhielten.

## Wirtschaft
Über 1'400 Unternehmen befinden sich in der Gemeinde Köniz. Darunter Konzerne wie Adval Tech Holding oder Haag-Streit Holding und zahlreiche kleine und mittlere Unternehmen (KMU), sowie diverse Bundesbetriebe: Bundesamt für Gesundheit, Bundesamt für Landestopografie, Eidgenössisches Institut für Metrologie, Staatssekretariat für Migration, Bundesamt für Lebensmittelsicherheit und Veterinärwesen, Landwirtschaftliche Forschungsanstalt (Agroscope) und das Institut für Virologie und Immunologie. Die Swisscom hat Ende Januar 2020 angekündigt, den Standort in Köniz zu verlassen.

## Verkehr

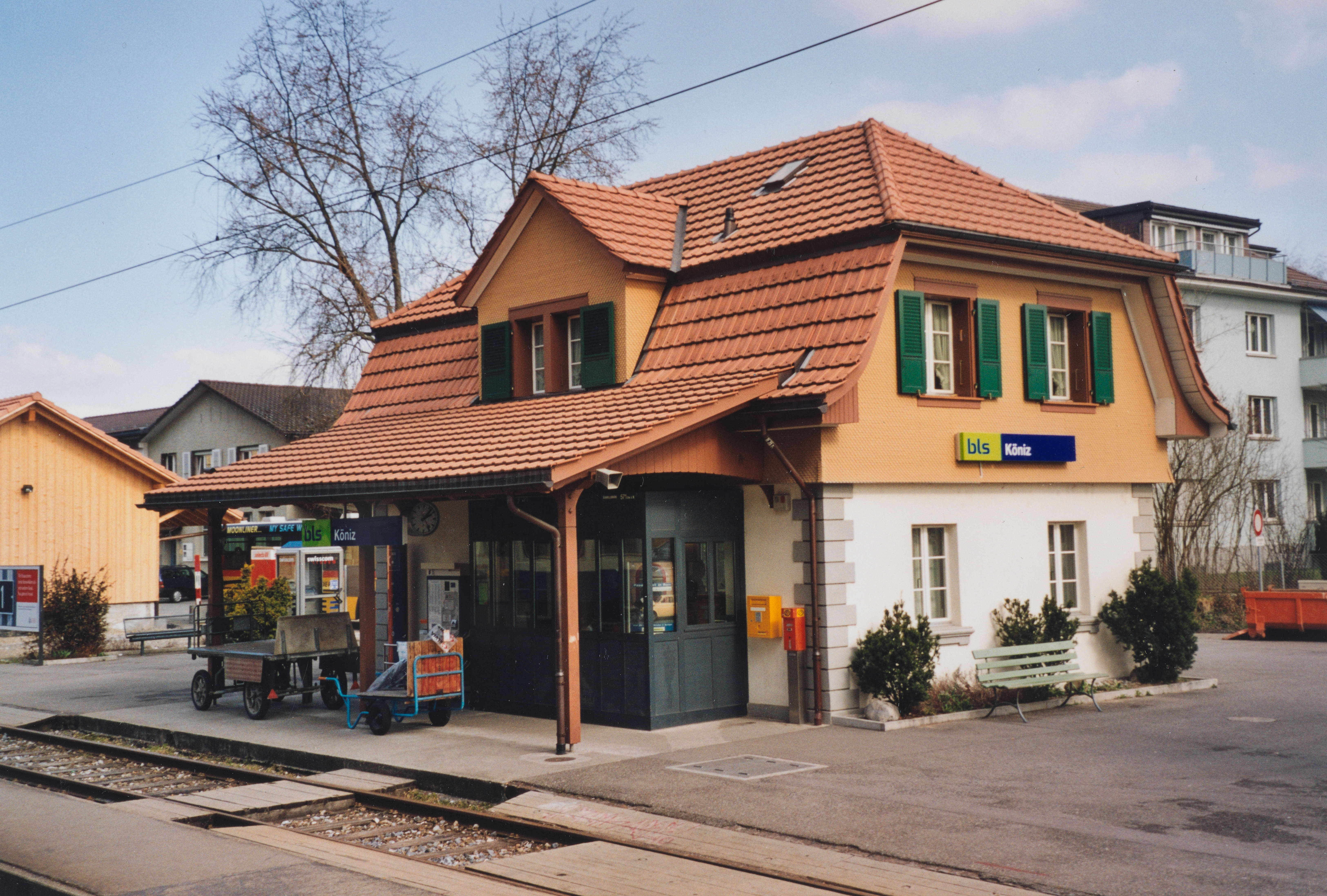
Stationsgebäude Köniz

Der Bahnhof Köniz liegt an der Bahnstrecke Bern Fischermätteli–Schwarzenburg. Diese wird von der S6 der S-Bahn Bern von der BLS AG bedient. Drei Autobuslinien und eine Tramlinie von Bernmobil verbinden Köniz mit der Stadt Bern. Zudem besteht mit Publibike ein öffentliches Veloverleihsystem. Köniz gilt als Vorreiterin bei Tempo-30-Zonen.
Eine langfristige Vision ist die Weiterführung der RBS, die im Bereich des Bahnhofs Bern gegenwärtig umgebaut wird und von wo aus eine entsprechende Verlängerung bis Köniz möglich wäre. Diese sollte von dort oberirdisch weiter nach Schwarzenburg BE führen. Laut einer Studie des Kantons Bern würde das Kosten von 1,3 Milliarden Franken mit sich bringen, was nicht gerechtfertigt wäre.

## Bildung
Vom Kindergarten bis zum Gymnasium kann die Schulbildung in der Gemeinde Köniz absolviert werden. Durch ein dezentrales Schulsystem – 17 Schulhäuser an 15 Standorten – sind die Schulwege relativ kurz. Die Gemeinde führt auch eine Sport- und eine Musikschule und fördert Berufslehren sowie die Erwachsenenbildung.

## Vereine und Institutionen
In der Gemeinde Köniz gibt es über 200 Vereine und kulturelle Institutionen.

## Sehenswürdigkeiten
- Reformierte Kirche Köniz[23]
- Schloss[24]

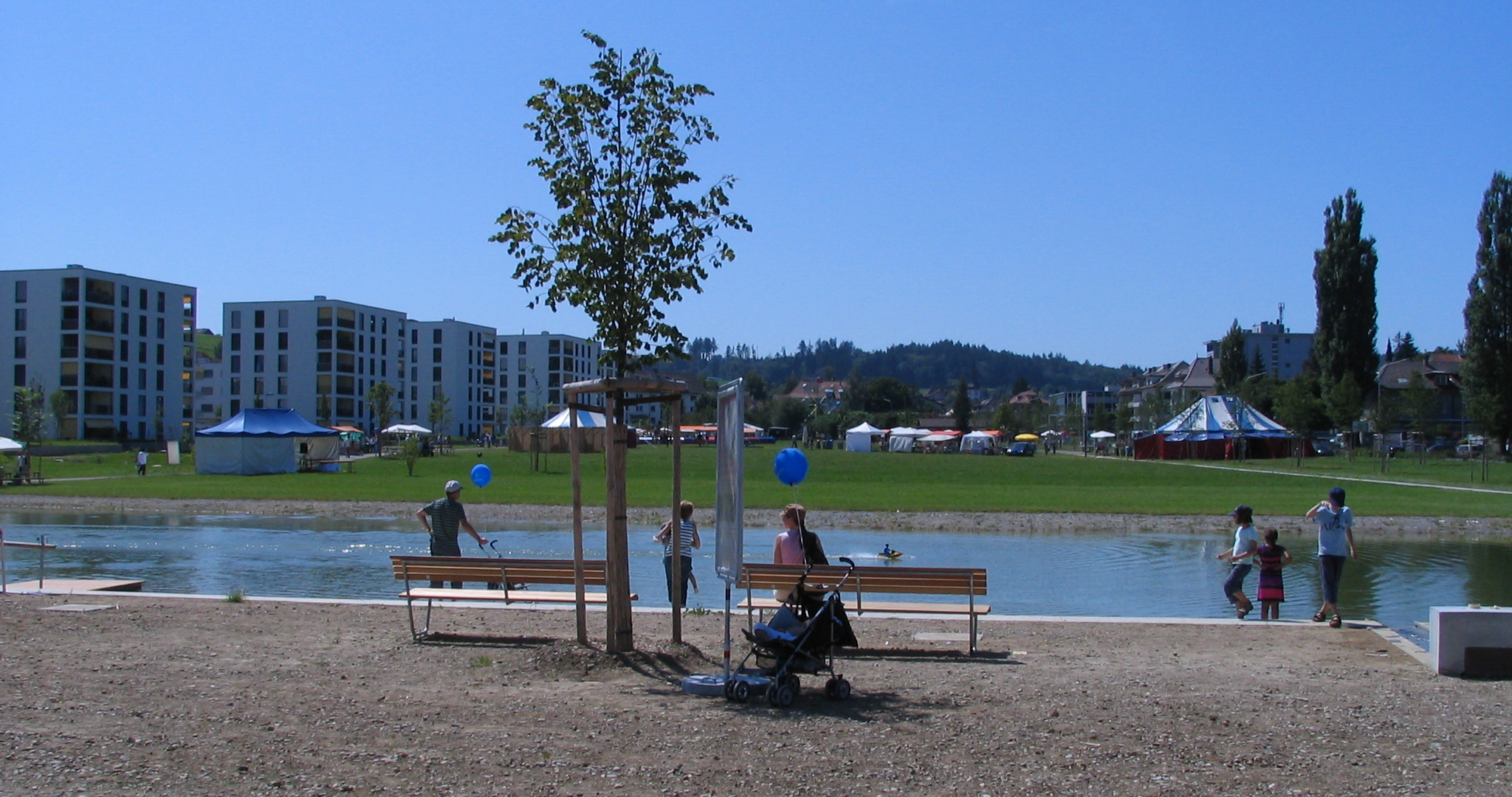
Liebefeldpark (2009)

- Reformierte Kirche Wabern bei Bern
- Ofenhaus
- Gurten (Hausberg von Bern)
- Aussichtsturm Ulmizberg (Sendeturm mit Aussichtsplattform)

## Persönlichkeiten
- Rudolf von Diesbach (1734–1797), Vogt von Köniz
- Johannes Schlosser (1804–1882), Pädagoge und Pionier des Bildungswesens im 19. Jahrhundert
- Otto Rudolf Salvisberg (1882–1940), Architekt
- Werner Schwarz (1918–1994), Künstler
- Linda Geiser (* 1935), Schauspielerin
- Fritz Nydegger (1937–1993), Schauspieler und Regisseur
- Lukas Hartmann (* 1944), Schriftsteller
- Ueli Zbinden (* 1945), Architekt und emeritierter Universitätsprofessor
- Luc Mentha (* 1952), Gemeindepräsident und Grossrat (SP)
- Ueli Studer (* 1953), Politiker (SVP)
- Simonetta Sommaruga (* 1960), Bundesrätin (SP)
- Thomas Wegmüller (* 1960), Radfahrer
- Thomas Staubli (* 1962), katholischer Theologe
- Olivier Zehnder (* 1966), Diplomat
- Jan Remund (* 1968), Politiker (Grüne)
- Marco Streit (* 1975), schweizerisch-italienischer Eishockeytorhüter
- Marco Wölfli (* 1982), Torhüter des BSC Young Boys
- Stefan Tschannen (* 1984), Eishockeyspieler
- Kim Jong-un (* 1984), nordkoreanischer Machthaber und «Oberster Führer», hat Berichten und mehreren Zeugen zufolge vermutlich von 1998 bis 2000 die Schule «Liebefeld Steinhölzli» in der Gemeinde besucht[25]
- Mujinga Kambundji (* 1992), Leichtathletin, wohnt in Liebefeld

### Allgemeines
- Köniz. Kulturbuchverlag, Bern 2011, ISBN 978-3-905939-11-8
- Akzent Baukultur : Köniz, Bern : Berner Heimatschutz, 2012, ISSN 1664-6843

### Geschichte
- Anne-Marie Dubler: Köniz. In: Historisches Lexikon der Schweiz.
- Armand Baeriswyl: Archäologische Untersuchungen im Schloss in Köniz: Neue Ergebnisse und Hypothesen zum Bau- und Funktionstyp der Ritterordenskommende. In: Mittelalter. Zeitschrift des Schweizerischen Burgenvereins 6, 2001, S. 81–94.
- Otto Büssard: Köniz, Bilder aus der Vergangenheit, Heimatkundlicher Beitrag zur Dorfgeschichte von Köniz. Ortsverein Köniz, 1979
- Helvetia Sacra Abt. IV, Die Orden mit Augustinerregel. Bd. 7: Die Serviten, die Pauliner-Eremiten, die Lazariter und Lazariterinnen, die Templer, die Johanniter und der Deutsche Orden in der Schweiz. Basel 2006, ISBN 978-3-7965-2153-9.
- Peter Mosimann: Auf historischen Wegen. Köniz und Umgebung. Stämpfli, Bern 2009, ISBN 978-3-7272-1201-7.
- Susanne Ritter-Lutz: Kirche und Schloss Köniz. Hrsg. von der Gesellschaft für Schweizerische Kunstgeschichte. Bern 2012, ISBN 978-3-03797-058-4
- 1920–2020: 100 Jahre Parlament Köniz, Jubiläumsbroschüre, 2020 (PDF)